# 11 точек
|  | — | поселения, существующие по наст. время;                         |
|  | — | поселение, эвакуированное в ходе «Одностороннего размежевания». |

«11 то́чек» (ивр. 11 הנקודות‎ или י״א הנקודות‎) — проведённая в 1946 году операция Еврейского агентства по колонизации Негева, заселённого тогда преимущественно бедуинами; основная часть еврейских поселений находилась к тому времени в северной части Эрец-Исраэль.
В 1946 году англо-американским планом Моррисона — Грэди предусматривался раздел Палестины; по плану, 17 % её территории предназначалось вновь созданному еврейскому государству, 40 % (включая север Негева) — арабскому государству, и оставшиеся 43 % (включая Иерусалим и юг Негева) оставалось под управлением Великобритании.
На исходе Йом-Киппура (5—6 октября) 1946 года под управлением Леви Эшколя было основано 11 кибуцев: Урим, Беэри, Гальон, Хацерим, Кфар-Даром, Мишмар-ха-Негев, Неватим, Нирим, Кедма, Шоваль, Ткума. Эти поселения стали опорными пунктами Израиля во время Войны за независимость и помогли отразить наступление египетских войск.
До настоящего времени сохранились 10 из этих поселений; Кфар-Даром, оказавшийся на территории сектора Газа, был эвакуирован в 1948 году, восстановлен в 1970 и вновь эвакуирован в августе 2005 года согласно Плану одностороннего размежевания. Операцию «11 точек» до сих пор считают[кто?] одной из важнейших операций по еврейской колонизации Палестины.